# Liste des Justes de la Haute-Loire
Compléments
Les « Justes » de la Haute-Loire sont les personnes qui dans ce département français ont protégé les Juifs pendant la Seconde Guerre mondiale, et ont reçu le titre de « Juste parmi les nations » décerné par l'Institut Yad Vashem. 
La médaille des Justes est la plus haute distinction civile de l'État d'Israël, elle est décernée aux non-juifs qui ont risqué leur vie pour sauver des Juifs pendant la Shoah. En Haute-Loire, un grand nombre d'habitants ont reçu cette distinction pour leur action en faveur des Juifs, tout particulièrement au Chambon-sur-Lignon et les communes voisines où le territoire tout entier est honoré d'un diplôme d'honneur collectif, en plus des distinctions individuelles.
Cette liste des Justes de la Haute-Loire est présentée par commune ou hameau, selon les informations du Yad Vashem.

## Araules
- Antonia Ouillon.
- Louis Ouillon.

## Aurec-sur-Loire
- Adrienne Marsot (née Chazet).

## Brioude
- Alphonsine Page (née Page).
- Hippolyte Page.

## Chaumargeais
- Fanny-Marie Astier.
- Jean-Jacques Astier.

## Costaros
- Mélanie Brenas.
- Régis Brenas.

## Fay-sur-Lignon
- Lucie Abel ;
- Lydie Abel ;
- Daniel Curtet ;
- Jean Royet ;
- Marie Royet ;
- Suzanne Curtet (née Royet).

## Lapte
- Catherine Souchon (née Bouchet).

## Lavoute-Chilhac
- Madeleine de Lattre (née Livet).

## Le Chambon-sur-Lignon
- L'ensemble de la commune du Chambon-sur-Lignon et ses habitants ont été déclarés Justes parmi les nations.

Plusieurs personnalités de la commune l'ont en plus été à titre individuel :
- Gabrielle Barraud ;
- Georgette Barraud ;
- Auguste Bohny ;
- Lily Boît (née Russier) ;
- Jean Bouix ;
- Marie Brottes ;
- Samuel-Emile Charles ;
- Célie Courtial (née Gousson) ;
- Eugène Courtial ;
- Roger Darcissac ;
- Léonie Deléage ;
- Charles Delizy ;
- Antoinette Eyraud ;
- Léon Eyraud ;
- Arthur Franc ;
- Louise Franc ;
- Charles Guillon ;
- Emma Héritier ;
- Henri Héritier ;
- Jouve ;
- Lévy Jouve ;
- Berthe Kittler ;
- Charles-André Kittler ;
- Raoul Lhermet ;
- Eugénie May (née Bayle) ;
- Germaine May ;
- Jean May ;
- Roger May ;
- Eugénie Mettenet ;
- Hubert Meyer ;
- Élizabeth Munch (née Balcke) ;
- Eugène Munch ;
- Jean Ollivier ;
- Nancy Ollivier (née Lebrat) ;
- Hermine Orsi ;
- Mireille Pilip (née Cooreman) ;
- Éva Philit (née Deléage) ;
- Pierre Piton ;
- Élie Russier ;
- Marie Russier ;
- Édouard Theis ;
- Mildred Theis (née Degger) ;
- André Trocmé ;
- Daniel Trocmé ;
- Magda Trocmé (née Grilli di Cartona) ;
- Juliette Usach.

## Le Puy-en-Velay
- Albert-Louis Bernard.
- Alexandre Brolles.
- Marcel Fachaux.
- Marcelle Fachaux (née Portalier).

## Lespitalet (Siaugues-Sainte-Marie)
- Constance Chojnacki (née Conte).

## Mazelgirard (Mazet-Saint-Voy)
- Daniel Duron.
- Evodie Duron (née Jonac).

## Mazet-Saint-Voy
- André Bettex.
- Fernand Court.
- Hélène Court.
- Simone Mairesse-Doise (née Pevenage).
- Léonie Pélissier (née Argaud).
- Samuel Pélissier.
- Lucie Ruel.

## Saint-Hostien
- Aimée Molle (née Nouvet).
- Charles Molle.

## Saint-Pal-de-Mons
- Adolphine Dorel.

## Siaugues-Sainte-Marie
- Félix Gagne.

## Tence
- Henri Fournier.
- Lydie Fournier (née Issartial).
- Antoine Frachette.
- Roland Leenhardt.
- Albert Roux.
- Eugénie Roux.

## Yssingeaux
- Jacques Girodet.
- Marie Girodet (née Soubeyre).